# Хорней, Джейн
Эбба Шарлотта «Джейн» Хорней, в замужестве Гранберг (швед. Ebba Charlotta "Jane" Horney (Granberg); 8 июля 1918, Стокгольм — 20 января 1945, Эресунн) — шведская журналистка, застреленная бойцами Датского сопротивления по обвинению в шпионаже в пользу Третьего рейха. В послевоенные годы немецкими и шведскими официальными лицами факт сотрудничества Хорней с нацистами оспаривался.

## Биография
Дочь гражданского инженера Фредерика Хорнея, шведа по национальности. Мать — медсестра из Дании. В семье были также младший брат Юхан и младшая сестра Бритт-Мари. Выросла в Швеции, с 14 лет училась в частной женской школе в Лондоне. В 1934 году взяла имя «Джейн» или «Джейн» (англ. Jane). В 1937—1938 годах путешествовала в Гренландию, рассказ о своём путешествии продала нескольким стокгольмским газетам. Работала в прессе Стокгольма журналисткой, была замужем за сотрудником газеты Aftonbladet Херье Гранбергом (поженились в декабре 1939 года в церкви Бромма).

## Агент
Осенью 1941 года Гранберг стал корреспондентом газеты в Берлине, и она последовала за ним. В 1943 году они развелись. Хорней уехала в Данию, где стала работать в информационном агентстве Skandinavisk Telegrambureau в Копенгагене, а затем вернулась в Швецию. Во время проживания в Берлине много общалась с дипломатами и репортёрами, вследствие чего деятельностью Хорней заинтересовалась немецкая разведка. Одним из таких был офицер Хорст Гилберт (1889—1944), который был знаком с Александрой Коллонтай, был вовлечён в путч Эрнста Рёма, который провалился, и участвовал в заговоре против Гитлера (Гилберта ранили 14 октября 1944 года в Копенгагене повстанцы во главе с Эллой фон Каппельн, через месяц он скончался).
О том, кому в действительности была лояльна Хорней, ходят множество слухов. Так, Хорней и Гилберт в январе 1944 года встречались с Александрой Коллонтай в Стокгольме: некоторые из историков считают это доказательством того, что Гилберт работал на советскую разведку. Хорней также встречалась той же зимой с сотрудником Regierungsrat Эрнстом Цюхнером на квартире Гилберта. По словам Цюхнера, Гилберт действовал по указаниям Вильгельма Канариса; позже ходили слухи, что Цюхнер, Гилберт и Хорней обсуждали возможность подписания сепаратного мира между Германией и СССР. На допросах шведской разведки SÄPO Хорней говорила, что помогла Гилберту организовать встречу с Коллонтай, связавшись с корреспондентом ТАСС в Стокгольме и советским разведчиком Александром Павловым. Также она оповестила шведского коммуниста Пера Меурлинга о том, что у восточного побережья Швеции были замечены транспортные суда с солдатами вермахта.
В Швеции же Хорней встречалась неоднократно с представителями разведок западных союзников, в том числе с Рональдом Тёрнбуллом, руководителем датского отделения Управления специальных операций Великобритании. Хорней сотрудничала с шведскими разведчиками Мартином Лундквистом и Отто Даниэльссоном, причём Даниэльссон полагал, что у Хорней не было никаких моральных принципов, поскольку она не раз вступала в интимные отношения со многими агентами. По мнению писателя Яна Бергманса, автора книги «Sekreterarklubben» (2014), Хорней была агентом военной разведки C-byrån, которая вела негласную борьбу с Тайной полицией Швеции в связи с идеологическими разногласиями (Тайная полиция придерживалась пронемецких и пронацистских настроений), и Тайная полиция специально внушала датскому Движению Сопротивления мнение о Хорней как о пособнице нацистов.
Ещё одним знакомым Хорней был Хайнц Торнер, который в августе 1944 года попытался помочь ей заполучить фотографии последствий бомбардировок немецких городов американцами, напечатанных в журнале Life. Попытка провалилась, хотя Хорней получила фотографии на квартире по адресу Rindögatan 42, Стокгольм. В том же здании она встречалась с представителями немецкого Движения Сопротивления, а там же в июне 1945 года был убит норвежец Кай Холст.

## Убийство
Летом 1944 года Бент «Пламя» Фауршоу-Хвид (1921—1944) сообщил члену датского Сопротивления Фроде Якобсену, что тому дан приказ устранить подданную Швеции Джейн Хорней Гранберг, и спросил Якобсена о том, что он чувствует. По сохранившимся воспоминаниям Якобсена, он заявил, что впервые слышит о таком человеке. «Пламя» попытался сам устранить Хорней в июле 1944 года в Копенгагене и в августе 1944 года в Стокгольме. По версии Якобсена, приказ о ликвидации поступил из британского Управления специальных операций, по версии Фауршоу-Хвида — из датского Сопротивления. Покушение в Стокгольме сорвалось после вмешательства Управления специальных операций, и Фауршоу-Хвид вернулся через неделю в Данию.
14 августа 1944 года подпольная газета «Information» опубликовала заметку, в которой обвиняла Хорней в шпионаже и стукачестве и описывала её окружение. 19 сентября Хорней была арестована полицией Швеции, но после долгих допросов была отпущена. На вечеринке после Рождества датские бойцы Сопротивления Свен Оге Гейслер и Асбьерн Люне встретились с Джейн, которую очаровал Гейслер. Они провели с ней несколько недель, растратив выделенные разведкой деньги на развлечения в Стокгольме. Однако избавиться от неё на шведской территории они не могли и решили сначала заставить её доверять им.
17 января 1945 года Гейслер, Люне, Хорней и её подруга Бодиль Фредериксен (член датского Сопротивления, которая разделяла намерения Гейслера и Люне) направились на ночном поезде в Мальмё, провели ночь в отеле Grand, где уже поселился ещё один человек. Они ждали там возможность нелегально перейти через Эресунн. Позже портье сообщил полиции, что считал Хорней и Гейслера молодожёнами. Когда Хорней сказали, что Гейслер и Люне не собираются с ней ехать в Данию, она стала настаивать на прощальном ужине в отеле Savoy, который прошёл 19 января. В 10 часов вечера Хорней, Фредериксен и ещё один незнакомец разъехались на разных такси и добрались до Хёганеса, около Хельсингборга. После полуночи они покинули гавань, сев на рыболовецкое судно «Тернан» (швед. Tärnan).
Утром 20 января Джейн Хорней была застрелена, а её тело в наручниках сбросили в море. По одной версии, убийство было совершено в городе Ларёд к северу от Хельсингборга, по другой версии — где-то в Дании. Убийцей считается студент Яльмар Равнбо по кличке «Йенс». Предполагаемый заказчик — Нильс Бьярке Шоу, офицер датской разведки, который работал на Управление специальных операций. Историк Ханс Кристиансен Бьерг утверждает в своей книге «Ligaen», что именно британцы стояли за убийством, однако доказательств не приводит. Журналист Эрик Нёргорд считает заказчиками убийства собственно датчан, а британцы просто прикрыли их, взяв на себя ответственность.

## Послевоенное расследование
Отец Джейн обратился в полицию, и министерство иностранных дел Швеции в июле 1945 года занялось расследованием убийства. В июле 1946 года состоялась встреча со шведским премьер-министром Таге Эрландером, министром иностранных дел Дании Эйвиндом Ларсеном и Фроде Якобсеном. Датчане убеждали, что Хорней была немецкой шпионкой, поэтому и была застрелена, а это случилось в территориальных водах Дании. Шведская разведка не верила заявлениям о работе Хорней на нацистов, и Эрландер в 1956 году заявил, что шведская полиция опровергла какие-либо доказательства причастности Хорней к шпионажу, но при этом не считала её абсолютно невиновной. Через год полиция Мальмё объяснила встречи Хорней с немцами обычной любовью к приключениям и сексуальной неудовлетворённостью.
В июле 1946 года Фроде Якобсен представил устные и письменные свидетельства по делу Хорней, которые сочла неубедительными шведская полиция и продолжила своё расследование. В октябре 1947 года Асбьёрн Люне, приговорённый в мае того же года к трём месяцам тюрьмы за подделку документов, признался полицейским в Хельсингборге, что был соучастником убийства и притворялся парнем Джейн в течение двух недель перед убийством. Позже он стал отрицать свою вину, и только телефонный звонок Фроде Якобсена спас его от уголовного преследования. В сентябре 1983 года Якобсен в интервью газете B. T. заявил, что Люне освободили только после его звонка, в котором Якобсен уверил полицейских, что его друг просто решил похвастаться и приврать. Однако Люне получил от него предупреждение, что второй раз Якобсен этого делать не станет.
Якобсен говорил, что Гейслера и Люне лично не хотел бы видеть в качестве своих сообщников, но сам Люне утверждал, что «знал кое-что» о Якобсене и тем самым вынудил его позвонить, чтобы спасти себя. В сентябре 1948 года Свен Оге Гейслер был арестован в Мальмё по подозрению в убийстве, но свою причастность отрицал. Труп Гейслера позже обнаружили в ноябре 1968 года в Дании.

## Слухи о спасении
Некоторые лица утверждали, что Хорней не была убита, а вместо неё застрелили Бодиль Фредериксен. Сама Хорней уехала в Англию, где работала на британскую разведку во время Холодной войны и скончалась 3 апреля 2003 года. Эту теорию официально считают недостоверной, поскольку Бодиль Фредериксен умерла в 1963 году, а якобы представленные документы в пользу версии о спасшейся Хорней расцениваются как фальшивки.
Ещё одна альтернативная теория спасения Хорней связана с тем, что она помогла датской принцессе Маргрете и ещё одному члену королевской семьи выбраться в Швецию нелегально. По этой версии настоящее имя агента — Янина Радзивилл-Хамильтон, дочь Майкла Яцека Радзивилла-Хамильтон. Дата и место смерти те же самые — 3 апреля 2003 года, Лондон; причина смерти — сердечный приступ.

## В культуре
В 1985 году Ларс Симонсен выпустил телесериал о Джейн Хорней.